# Sierpotymalek długodzioby
Sierpotymalek długodzioby, tymalek birmański (Rimator naungmungensis) – gatunek małego ptaka z rodziny dżunglaków (Pellorneidae). Występuje endemicznie w Mjanmie.
Ptak ten został opisany w 2005 roku na łamach czasopisma „The Auk” w oparciu o trzy osobniki odłowione w lutym 2004 roku. Holotyp ważył 35,0 g. Nazwa gatunkowa naungmungensis pochodzi od nazwy miejscowości Naung Mung znajdującej się najbliżej lokalizacji typowej. W wydanym w 2007 roku 12. tomie Handbook of the Birds of the World takson ten został sklasyfikowany jako podgatunek sierpotymalka indochińskiego (Rimator danjoui), ale obecnie traktowany jest jako odrębny gatunek. Niektórzy autorzy zaliczają go do rodzaju Napothera.
Dotychczas znane jest tylko jedno pewne stanowisko występowania tego gatunku – w stanie Kaczin w północnej części Mjanmy. W 2021 roku zgłoszono stwierdzenie z Dehong w chińskiej prowincji Junnan, ale wymaga to potwierdzenia.
Międzynarodowa Unia Ochrony Przyrody (IUCN) pierwotnie zaklasyfikowała sierpotymalka długodziobego jako gatunek narażony (VU), w 2021 roku zmieniła jego status na gatunek bliski zagrożenia (NT).